# 232923 Adalovelace
232923 Adalovelace este un asteroid din centura principală de asteroizi.

## Descriere
232923 Adalovelace este un asteroid din centura principală de asteroizi. A fost descoperit pe 15 ianuarie 2005 la Observatorul Kleť, în cadrul proiectului KLENOT. Asteroidul prezintă o orbită caracterizată de o semiaxă mare de 2,75 ua, o excentricitate de 0,06 și o înclinație de 1,1° în raport cu ecliptica.